# Психологическая готовность к школе
Психологическая готовность к школе — это системная характеристика психического развития ребёнка старшего дошкольного возраста, которая включает в себя сформированность способностей и свойств, обеспечивающих возможность выполнения им учебной деятельности, а также принятие социальной позиции школьника. Это уровень психологического развития ребёнка (6—7 лет), необходимый и достаточный для освоения школьной учебной программы в условиях обучения в коллективе сверстников.

## Подходы к пониманию
Существуют различные подходы в понимании психологической готовности к школе.
 1. Педагогический
- Сформированность умений и навыков, необходимых для обучения в школе

Подход опирается на идею о том, что дети 5—6 лет имеют достаточно высокие интеллектуальные, физические и психические возможности для того, чтобы освоить часть программы первого класса(математика, грамота), что позволяет перенести её в подготовительную группу дошкольного учреждения. Это позволяет улучшить их подготовку к школьному обучению.
 2. Психологический
- Наличие необходимых для обучения новообразований, соответствующих предъявляемым требованиям современной школы

К ним относятся: определенный уровень развития познавательных интересов, готовность к принятию новой социальной позиции, самооценка, наличие опосредованной школьной мотивации (желание учиться), а также достаточное развитие интеллектуальной сферы, уровня общения и произвольного поведения. Особенно важным в данном подходе отмечается развитие мотивационной сферы. В результате соединения познавательной потребности ребёнка и его желания занять определенное место в системе доступных ему общественных отношений, в которых общение со взрослым протекает на новом уровне, возникает особенное личностное новообразование — «внутренняя позиция школьника». Она представляет собой новое отношение ребёнка к себе, социуму и окружающему миру и позволяет ему более успешно включиться в учебный процесс. Это выражается в реализации произвольного поведения ученика, сознательном формировании и достижении целей.
- Наличие необходимых предпосылок учебной деятельности

К ним относятся: умение ребёнка сознательно подчинять свои действия правилу, обобщенно определяющему способ действия; умение ребёнка ориентироваться на систему правил в работе; умение слушать и выполнять инструкции взрослого; умение работать по образцу; сформированность «учебно-значимых качеств» (мотивы учения, образное мышление, обучаемость и т. д.)

## Структура
Психологическая готовность к школе включает в себя готовности: личностную, умственную и волевую.

### Личностная готовность
Её составляющие:
- Мотивационная готовность — сформированность социальных мотивов (потребность в социальном признании, стремление к приобретению социально значимого статуса), а также сформированность и доминирование учебных и познавательных мотивов;
- Сформированность самооценки и Я-концепции — осознание ребёнком своих физических возможностей, умений, переживаний, а также способность оценить свои достижения и личностные качества;
- Коммуникативная готовность — готовность ребёнка к произвольному и продуктивному общению с учителем и сверстниками, в контексте учебной деятельности, наличие коммуникативной инициативы;
- Эмоциональная зрелость — освоение ребёнком социальных норм выражения своих чувств, отсутствие импульсивных реакций, сформированность высших чувств — эстетических (чувство прекрасного), интеллектуальных (радость познания), нравственных.

### Интеллектуальная готовность
Её составляющие:
- Познавательная готовность — переход к понятийному интеллекту, овладение основными мыслительными операциями (сравнение, анализ, синтез, обобщение, классификация, абстрагирование), способность действовать во внутреннем плане, понимание причинности явлений, наличие определенного набора знаний, представлений и умений.
- Речевая готовность — сформированность лексической, фонематической, грамматической, синтаксической, семантической сторон речи; развитие номинативной, обобщающей, планирующей и регулирующей функции речи; становление и развитие различных форм речи (монологическая — диалогическая; внешняя — внутренняя).
- Развитость восприятия, памяти, внимания и воображения — осознанность восприятия, использование системы сенсорных эталонов и соответствующих перцептивных действий; большая опосредованность памяти и внимания; развитие сенсомоторной координации и мелкой моторики.

### Волевая готовность
Её составляющие:
- Готовность в сфере воли — возможность целеполагания и сохранения целей, способность к осуществлению волевого усилия, соподчинение мотивов.
- Развитие произвольности — способность ребёнка строить свое поведение и деятельность в соответствии с установленными правилами, осуществление действий по предлагаемым образцам, их контроль и коррекция.

## Формирование психологической готовности к школе
К концу дошкольного возраста происходит интенсивное развитие тех психологических качеств и свойств, которые обеспечивают формирование психологической готовности к школе.
Ведущей деятельностью дошкольного возраста является сюжетно-ролевая игра, в которой формируются и закрепляются важные психологические качества и свойства. В рамках игровой деятельности меняется позиция ребёнка в отношении к окружающему миру и формируется координация своей точки зрения с другими возможными (децентрация), что способствует развитию мышления. В результате принятия игровой роли и ее осуществления ребёнок учится выделять правила и следовать им, что, в свою очередь, обеспечивает переход к сознательному и произвольному управлению своим поведением.
Также большое значение имеют продуктивные виды деятельности (рисование, лепка, конструирование и др.), в которых развиваются высшие формы регуляции деятельности — планирование, коррекция, контроль.